# Кемское
Кемское — деревня в Казачинском районе Красноярского края. Входит в состав Дудовского сельсовета.

## География
Расположена на правом берегу реки Кеми, вблизи места впадения в неё реки Борисовки, к югу от автодороги 04Н-440. Абсолютная высота — 192 метра над уровнем моря.
Климат
Климат характеризуется как резко континентальный, с продолжительной морозной зимой и коротким тёплым летом. Среднегодовая температура воздуха составляет −1,9°С. Средняя температура воздуха самого тёплого месяца (июля) составляет 20 °C (абсолютный максимум — 37 °C); самого холодного (января) — −18 °C (абсолютный минимум — −59 °C). Среднегодовое количество атмосферных осадков составляет 501 мм.

## История
В 1926 году в деревне Кемской имелось 172 хозяйства и проживало 822 человека (419 мужчин и 403 женщина). В национальном составе населения того периода преобладали русские. Действовали школа I ступени, фельдшерский пункт и лавка общества потребителей. В административном отношении являлась центром Кемского сельсовета Казачинского района Красноярского округа Сибирского края.

## Население
| 2010 |
| ---- |
| 118  |

Половой состав
По данным Всероссийской переписи населения 2010 года в гендерной структуре населения мужчины составляли 50,8 %, женщины — соответственно 49,2 %.
Национальный состав
Согласно результатам переписи 2002 года, в национальной структуре населения русские составляли 80 % из 194 чел.